# 이명선 (기자)
이명선은 대한민국의 기자이다. 채널A 기자로 재직하다가 2014년 퇴사하고 진실탐사그룹 <셜록> 기자로 활동했다. KBS1 《더 라이브》의 고정 패널에 기용되었다. 2021년 이후 뉴스타파 탐사1팀에 소속되어 있다. 